# قرة غوزلو (ورغاهان)
قرة غوزلو (بالفارسية: قره‌گوزلو) هي قرية تقع في إيران في قسم ورغاهان الریفي. يقدر عدد سكانها بـ 15 نسمة .